# Eupomatia
Eupomatia ist eine Pflanzengattung der Magnolienartigen, die die eigene Familie der Eupomatiaceae bildet.

## Merkmale
Die Arten sind aromatisch duftende Sträucher mit einfachen, eher dicken, wechselständig in zwei Reihen stehenden Laubblättern. 

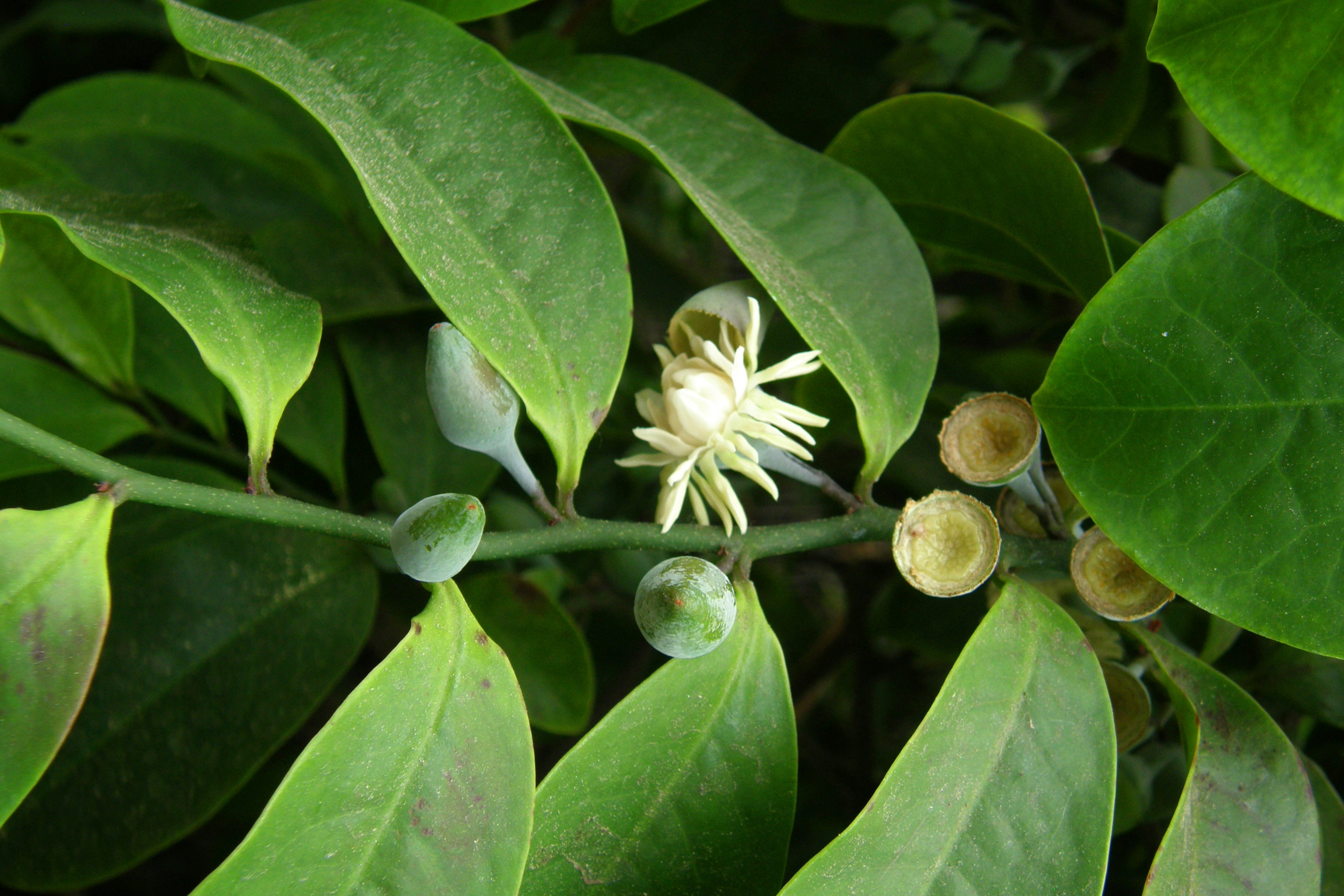
Eupomatia laurina in Blüte

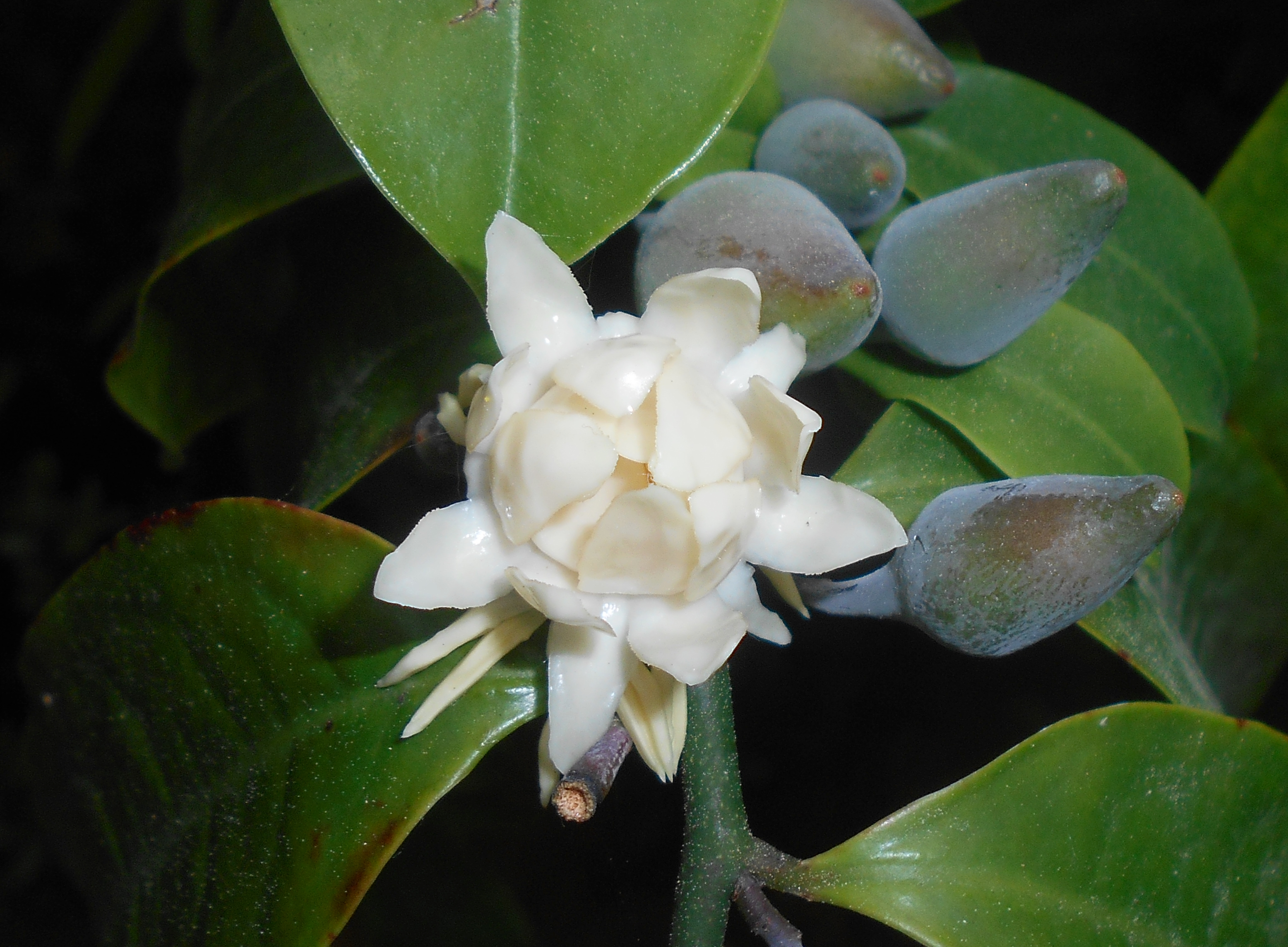
Eupomatia laurina

Die Blüten stehen einzeln in Blattachseln. Als Knospen sind sie von einer konischen Kappe (Kalyptra) bedeckt, die bei der Blütenöffnung als Ganzes abfällt. Ansonsten ist keine Blütenhülle vorhanden. Die Staubblätter sind zahlreich und stehen schraubig. Sie sind dick, fleischig und Kronblatt-ähnlich mit seitlich stehenden Pollensäcken. Die zahlreichen, freien (apokarpen) Fruchtblätter sind in den Blütenboden eingesenkt. Die Plazentation der Samenanlagen ist sublaminar. Pro Fruchtblatt gibt es zwei bis elf Samenanlagen. Die Narbe ist flach und papillös. Die Sammelfrüchte sind fleischig und beerenartig. 

## Verbreitung
Die Gattung kommt nur in Ost-Australien und im östlichen Papua-Neuguinea vor und wächst dort in Rändern der Regenwälder oder der wet sclerophyll forests.

## Systematik
Die Eupomatiaceae sind innerhalb der Magnolienartigen die Schwestergruppe der Annonaceae. Die einzige Gattung Eupomatia R.Br. besteht aus drei Arten:
- Eupomatia barbata Jessup: Die erst 2002 neu beschriebene Art kommt im nordöstlichen Queensland vor.[2]
- Eupomatia bennettii F.Muell.: Sie kommt in Queensland und in New South Wales vor.[2] Die Chromosomenzahl ist 2n = 20.[3]
- Eupomatia laurina R.Br.: Sie kommt in Neuguinea und im östlichen und südöstlichen Australien vor.[2] Die Chromosomenzahl ist 2n = 20.[3]